# Arrenurus pseudocaudatus
Arrenurus pseudocaudatus är en kvalsterart som först beskrevs av Piersig 1905.  Arrenurus pseudocaudatus ingår i släktet Arrenurus och familjen Arrenuridae. Inga underarter finns listade i Catalogue of Life.